# Leopoldamys siporanus
Leopoldamys siporanus is een knaagdier uit het geslacht Leopoldamys dat voorkomt op de Mentawai-eilanden ten westen van Sumatra. Dit dier werd oorspronkelijk als een aparte soort beschreven, maar later als een ondersoort gezien van ofwel L. edwardsi ofwel van L. sabanus.
L. siporanus is een grote soort. De rug is donkerbruin. Op de buik zitten twee bruine vlekken te midden van de witte buikvacht. De wortelhelft van de staart is donkerbruin, de andere helft wit of wit met bruine vlekken. De voeten zijn volledig donkerbruin. Vrouwtjes hebben 1+1+2=8 mammae.